# 波格列贝农村居民点
波格列贝农村居民点（俄语：Погребское сельское поселение）是俄罗斯联邦布良斯克州布拉索沃区所属的一个农村居民点。其下辖有2个居民点，行政中心为波格列贝。据2015年统计，该农村居民点的人口为1523人。